# Каан Кайрінен
Каспер Каан Езден Кайрінен (фін. Kasper Kaan Özden Kairinen, нар. 22 грудня 1998, Турку, Фінляндія) — фінський футболіст, центральний півзахисник чеського клубу «Спарта» та національної збірної Фінляндії.

## Клубна кар'єра
Каан Кайрінен народився у місті Турку і є вихованцем місцевого клубу «Інтер». З 2016 року він став твердим гравцем основи і в тому сезоні провів в команді 26 матчів, більшість з яких починав в основі. Наступний сезон він почав у данському клубі «Мідтьюлланн». Але провів у клубі лише п'ять матчів і у 2018 році повернувся до Фінляндії, де продовжив грати за рідний «Інтер» на правах оренди. Ще один сезон Кайрінен провів також в оренді у столичному ГІК.
У 2020 році футболіст грав в оренді у складі норвезького «Ліллестрема». Після завершення терміну оренду, перед початком сезону 2021 року Кайрінен підписав з норвезьким клубом повноцінний контракт.
По завершенню сезону 2022 року Кайрінен перейшов до чеської «Спарти», підписавши з клубом контракт до 2026 року.

## Збірна
Дебют Кайрінена у національній збірній Фінляндії відбувся у січні 2019 року у товариському матчі проти команди Швеції.

## Титули і досягнення
Мідтьюлланн
 Чемпіон Данії: 2017/18
Спарта
 Чемпіон Чехії: 2022/23, 2023/24
 Володар Кубка Чехії: 2023/24